# دهه ۳۰ (میلادی)
دهه ۳۰ (میلادی) دهه ۳م تقویم میلادی است.

## درگذشتگان
‎